# عبد الله بن المعز
عبد الله بن المعز (توفي 975) كان ابن ووريث الخليفة الفاطمي الرابع المعز لدين الله، لكنه مات قبله.
كان عبد الله ثاني أكبر أبناء المعز، وتم تعيينه وريثًا عام 972، كجزء من الاستعدادات لانتقال البلاط الفاطمي من إفريقية إلى مصر المفتوحة مؤخرًا. ربما كان الهدف هو حماية الخلافة، مما كان متوقعًا أن تكون رحلة صعبة ومحفوفة بالمخاطر. تم إرسال التصنيف في البداية إلى عدد قليل مختار من كبار المسؤولين وظل سراً حتى عن عبد الله نفسه، لكن الرائد المسن جوذر كشف السر عندما أدى الطاعة لعبد الله أمام المحكمة المجتمعة. ثم تورط الابن الأكبر، تميم، في مؤامرة فاشلة مع نجل أمير صقلية الكلبي.
في البداية لم يتم الإعلان عن هذا التعيين على نطاق واسع خارج المحكمة، ولكن تم إعلان اسم عبد الله علنًا إلى جانب اسم والده بعد وصولهم إلى مصر. في أبريل 974، أثناء غزو القرامطة لمصر، تم تكليف عبد الله بقيادة الجيش الفاطمي وقاده إلى نصر حاسم أجبر القرامطة على الانسحاب إلى موطنهم في البحرين. في أعقاب النصر، في 26 مايو، دخل عبد الله المنتصر إلى القاهرة، برفقة أبرز الأسرى على ظهور الجمال، وعدة آلاف من رؤوس القرامطة المقطوعة التي سقطت على الرماح؛ تم التأكيد على منصبه كوريث واضح من خلال الركوب تحت مظلة الخلافة. توفي عبد الله قبل والده بعد مرض قصير في 8 فبراير 975. تم تقديم نزار، شقيق عبد الله الأصغر، إلى المحكمة بصفته الوريث المعين قبل أيام قليلة من وفاة المعز في ديسمبر من نفس العام، بل وحكم لعدة أشهر بعد وفاة والده باسم الأخير، قبل أن يعلن أخيرًا وفاة المعز وصعوده إلى العرش بصفته الخليفة العزيز بالله.